# Horestes
Els horestes (llatí: Horesti o Boresti) foren un poble celta de Britànnia esmentat per Tàcit. Després de la batalla del mont Graupi, Gneu Juli Agrícola va entrar al seu país que era a la regió de Stirling, a la part nord de Lanark.